# Brug 1792
Brug 1792 is een bouwkundig kunstwerk in Amsterdam-Noord.
Dit gebied was eeuwenlang agrarisch gebied met weilanden en sloten. Vanuit het zuiden rukte de stad Amsterdam steeds verder op aangekondigd door de aanleg van de Noorderbegraafplaats en het Volkstuincomplex Buikslotermeer in de jaren dertig. De aanleg van de G.J. Scheurleerweg vanaf de IJdoornlaan naar de Rioolwaterzuiveringsinrichting Noord was de volgende stap, met een afronding van de voltooiing van de Rijksweg 10/Ringweg-Noord in 1990.
Door de komst van die ringweg konden gronden tussen de bestaande bebouwing en de zuidkant van die ringweg onttrokken worden aan agrarisch gebruik om vervolgens volgebouwd te worden. Een van de voorbeelden daarvan is de bebouwing van Jeugdland en Diopter aan de westkant van de G.J. Scheurleerweg. Al spoedig moest ook het volkstuincomplex aan de oostkant eraan geloven. Zij moest verhuizen om plaats te maken voor een nieuwe woonwijk. De naam van de wijk werd Elzenhagen-Noord. 
Voor de inrichting van de wijk was een nieuwe indeling nodig voor de waterhuishouding; de Elzenhagensingel werd uitgegraven. Deze singel werd aangesloten op de ringsloot rond Jeugdland. Om de diverse wijken verbinding met elkaar te kunnen laten maken werd over de Elzenhagensingel vanuit de B. Merkelbachsingel een voet- en fietsbrug gelegd, die samen met de brug 1793, brug 2471 en brug 2472 het verkeer rondom een vijver annex kom geleiden. De bruggen 1791 tot en met 1795 liggen hier keurig op een rijtje en zijn te herkennen aan hun gelijkenis in vakwerkachtige balustraden en voor brug 1792 geldt hetzelfde. Toch is hier het werk vakwerk simpeler uitgevoerd. Het brugdek is grotendeels van hout. Dit thema vakwerk in de brug komt in de andere bruggen over genoemde singel met overlopen steeds terug, maar ook in afscheidingen van de woningen. De overspanning wordt gedragen door twee setjes van brugpijlers waarop de jukken, waarop de liggers. Het brugdek knikt ter plaatse van de pijlers/jukken.   
Het (basis)ontwerp is afkomstig van Simon Sprietsma werkend voor de Dienst Ruimtelijke Ordening van Amsterdam, die studeerde aan de Technische Universiteit Delft en het Berlage Instituut. De brug werd na het ontwerp in 2006 opgeleverd.  De brug is circa 15 meter lang en 7 meter breed. De brug ligt tussen de B. Merkelbachsingel (de westelijke kade) en de Elzenhangensingel (de oostelijke kade) van de Elzenhagensingel.
<<< · 1701 · 1702 · 1703 · 1704 · 1705 · 1706 · 1707 · 1708 · 1709 ·  1710 · 1711 · 1714 · 1715 · 1716 · 1717 · 1718 · 1719 · 1720 · 1721 · 1722 · 1723 · 1725 · 1726 · 1727 · 1728 · 1729 · 1730 · 1731 · 1732 · 1733 · 1734 · 1735 · 1736 · 1737 · 1738 · 1739 · 1741 · 1742 · 1743 · 1745 · 1746 · 1747 · 1748 · 1749 · 1750 · 1751 · 1752 · 1753 · 1754 · 1755 · 1756 · 1757 · 1764 · 1765 · 1766 · 1767 · 1768 · 1769 · 1770 · 1771 · 1772 · 1773 · 1774 · 1775 · 1776 · 1777 · 1778 · 1779 ·  1780 · 1781 · 1782 · 1783 · 1784 · 1785 · 1786 · 1787 · 1788 · 1791 · 1792 · 1793 · 1794 · 1795 · 1796 · 1797 · 1798 · 1799 · >>>
Brugnummers brug 1712, 1713, 1724, 1740, 1744, 1758, 1759, 1760, 1761, 1762, 1763, 1789, 1790 zijn niet (meer) vergeven.